# ヤーキーナ湾

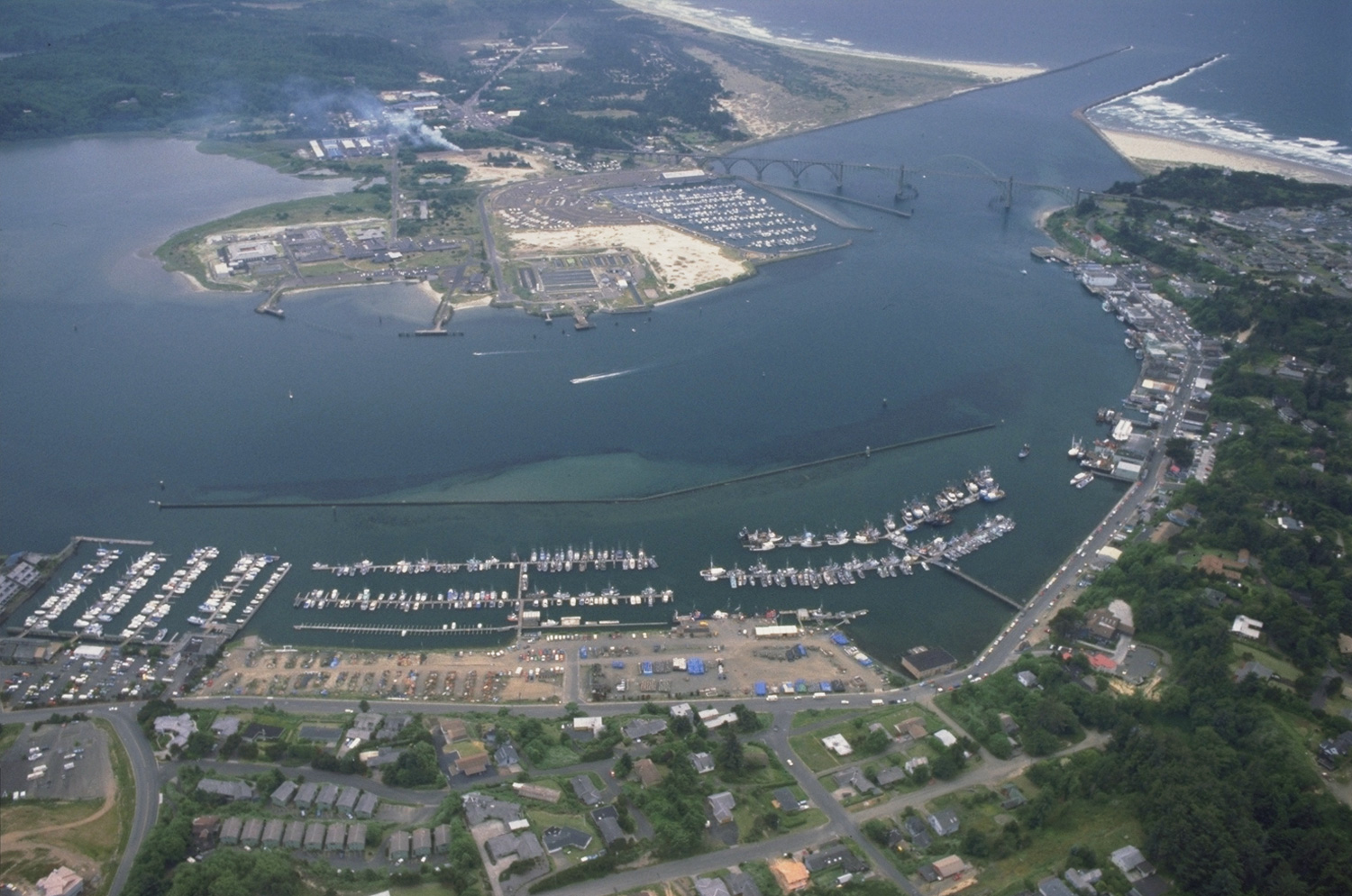
ヤーキーナ湾

ヤーキーナ湾（英: Yaquina Bay）は、アメリカ合衆国オレゴン州ニューポート市に部分的に属する湾で、太平洋に流れ出るヤーキーナ川の河口に位置する。ヤーキーナ湾を横切る橋梁にヤーキーナ・ベイ・ブリッジがある。ヤーキーナ湾の面積はおよそ8 km² (3.2 mi²)である。ヤキーナ湾とも表記する。